# Lepidocaris
Lepidocaris is een uitgestorven geslacht van kreeftachtigen uit de klasse van de Branchiopoda (blad- of kieuwpootkreeftjes).

## Kenmerken
Het lange, schildloze lichaam bevatte 23 lichaamssegmenten en 19 paren aanhangsels.

## Verspreiding en leefgebied
Deze zoetwatersoort werd opgegraven uit de rotsen van Aberdeenshire in Schotland.

## Soort
- Lepidocaris rhyniensis Scourfield 1926